# Lamborghini Countach
La Countach è una vettura sportiva prodotta dalla casa automobilistica italiana Lamborghini. Disegnata da Marcello Gandini e progettata da Paolo Stanzani. Venne presentata come prototipo al Salone di Ginevra del 1971, e rimase in produzione fino al 1990, quando venne sostituita dalla Diablo. Questa vettura, che ha il merito di essere riuscita a far sopravvivere la Lamborghini dopo che questa venne dichiarata insolvente nel 1980, ha imposto nel mondo la sport-car all'italiana con la tipica forma a cuneo.
A differenza di molti altri modelli della casa, il nome Countach non deriva dalla tauromachia, ma da contacc!, un'espressione piemontese che, come riferito dallo stesso Gandini, era ripetutamente usata da un profilista che lavorava alla Bertone insieme al team che stava progettando l'auto. La parola, traducibile letteralmente come "contagio", "peste", è usata nel dialetto torinese per esprimere stupore e meraviglia (corrispondente agli italiani accidenti! o perbacco!). La pronuncia IPA è [kuŋˈtaʧ].

## Sviluppo

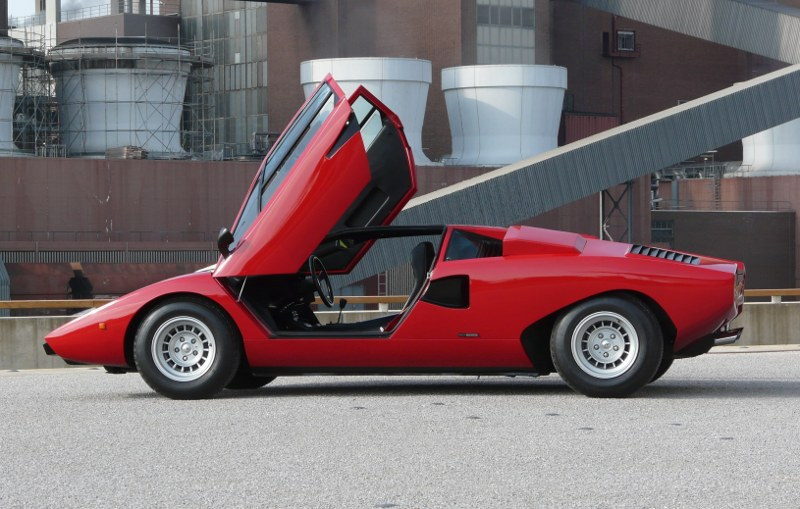
Linea laterale di una Countach; notare le caratteristiche portiere a forbice, prima vettura a montarle

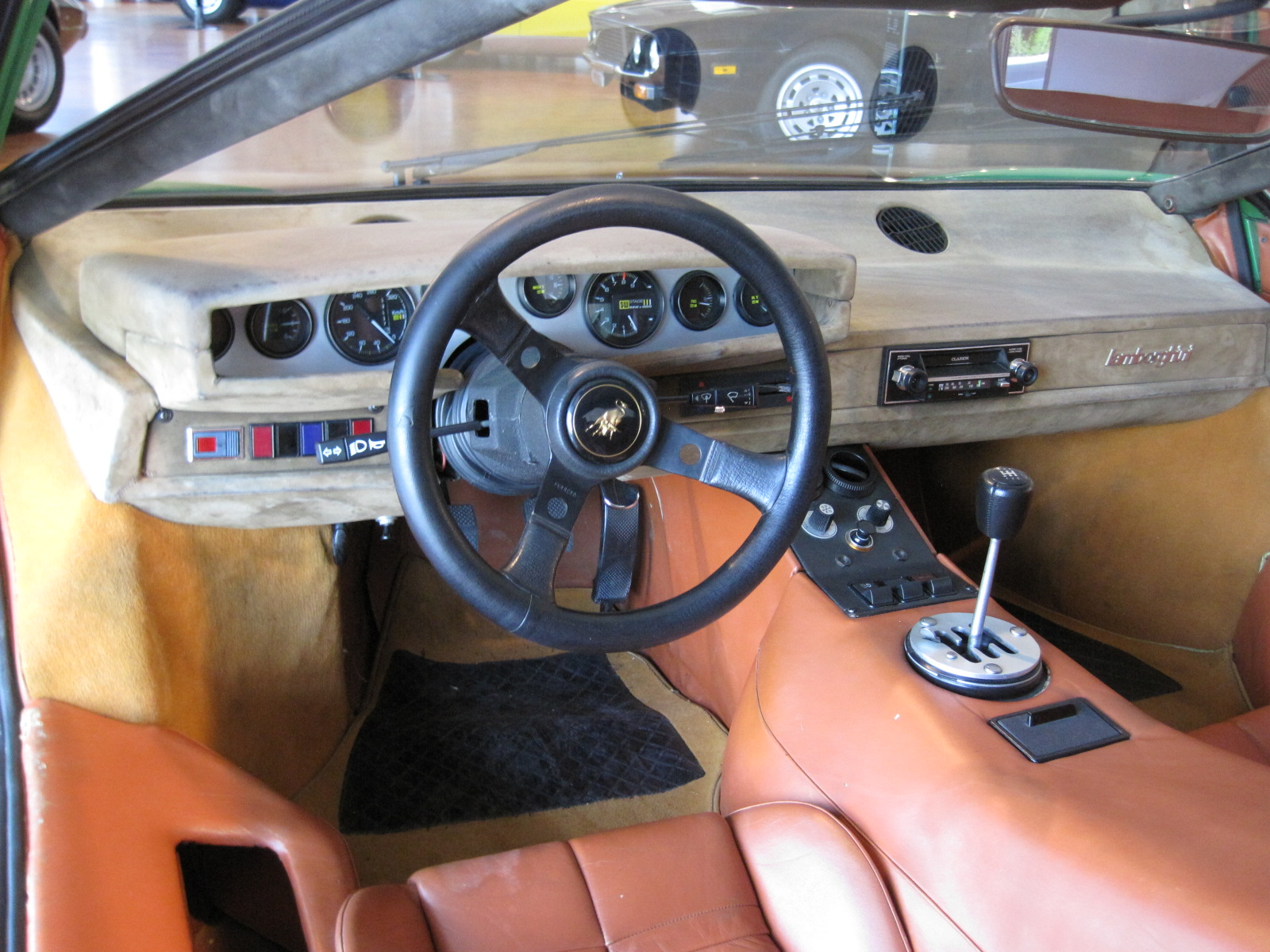
Posto guida di una Countach

Il design si deve, come detto, a Marcello Gandini, che aveva già disegnato la Miura, e, nel 1968, la show car Alfa Romeo Carabo, a cui la Countach somiglia, soprattutto, per la parte centrale, l'abitacolo. La vettura era molto larga (2 m.) e bassa (1,06 m) ed era una sapiente miscela di linee curve longitudinali, che davano immediatamente l'impressione dell'aerodinamicità, ed elementi geometrici, come la fanaleria posteriore, e il profilo delle porte, di tipo esagonale. La caratteristica più sorprendente della vettura, che ha contribuito a farne un'icona mondiale, erano le portiere che, incernierate sul davanti, si aprivano ruotando verso l'alto, come le elitre di certi insetti: d'altronde questo 'colpo di genio' era stata ripreso proprio dalla Carabo, nome latino dello scarabeo. Questa modalità, che gli anglosassoni chiamarono LSD (Lamborghini style doors) non era un puro esercizio di stile, ma era funzionale a superare la difficoltà di entrare/uscire dall'auto nell'uso normale, come ad esempio in un parcheggio a pettine. La carrozzeria della vettura era realizzata con pannelli trapezoidali di alluminio, ed era fissata, tramite rivettatura, a un telaio di tubi tondi in acciaio. Per quanto questa costruzione fosse molto costosa, garantiva la realizzazione di un telaio che fosse allo stesso tempo leggero e rigido. Le parti inferiori della carrozzeria erano realizzate in fibra di vetro. Il gruppo fari di profondità anteriore era a scomparsa, mentre le luci di posizione e i lampeggianti erano a vista.
Il motore montato sul prototipo era il Lamborghini V12, portato alla cilindrata di 4971 cm³. Esso venne però accantonato, in fase di industrializzazione, a causa di problemi di sviluppo legati alle nuove norme antiinquinamento degli USA, principale mercato delle vetture di Sant'Agata. La vettura venne perciò motorizzata con il V12 da 3929 cm³, già montato trasversalmente sulla Miura, e adattato alle nuove specifiche: disposizione longitudinale con cambio nell'abitacolo, e l'albero di trasmissione che riporta il moto alle ruote posteriori, raggiungendo il differenziale mediante un apposito tunnel ricavato all'interno del blocco motore sotto l'albero a gomiti. La sigla LP 400 che contraddistinse il primo modello di produzione, sta appunto a indicare la disposizione del motore e la cilindrata.
Tale scelta nella disposizione di propulsore e cambio contribuì a concentrare al massimo i pesi verso il centro della vettura, a scapito, però, dell'altezza del baricentro.

## Versioni

### LP500 - Prototipo
Al Salone dell'automobile di Ginevra del 1971 venne presentata una prima «dream car» a tema Countach; la sua sigla era LP500, dove il 500 indicava la cilindrata (5000 cm³) del motore, e LP stava per la posizione dello stesso, longitudinale posteriore. 
Il motore montato sulla vettura era il V12 di 4.971 cm³ a doppio albero a camme in testa. La potenza fornita era di 440 CV DIN (328 kW) a 7.400 giri al minuto. Ad alimentare questo motore erano sei carburatori Weber 42 DCOE. L'impianto frenante era costituito da dischi autoventilanti. La velocità massima era dell'ordine dei 300km/h. La carrozzeria era dipinta in un fiammante Giallo Girasole.
Durante i test vennero apportate al prototipo diverse modifiche. Per garantire un migliore raffreddamento furono inserite le caratteristiche prese d'aria, simili a 'orecchie', poste sul padiglione, e furono introdotte altre prese d'aria tipo NACA sui fianchi. Nella costruzione del prototipo erano stati utilizzati dei pannelli a nido d'ape in alluminio che però non verranno utilizzati nelle vetture di produzione.

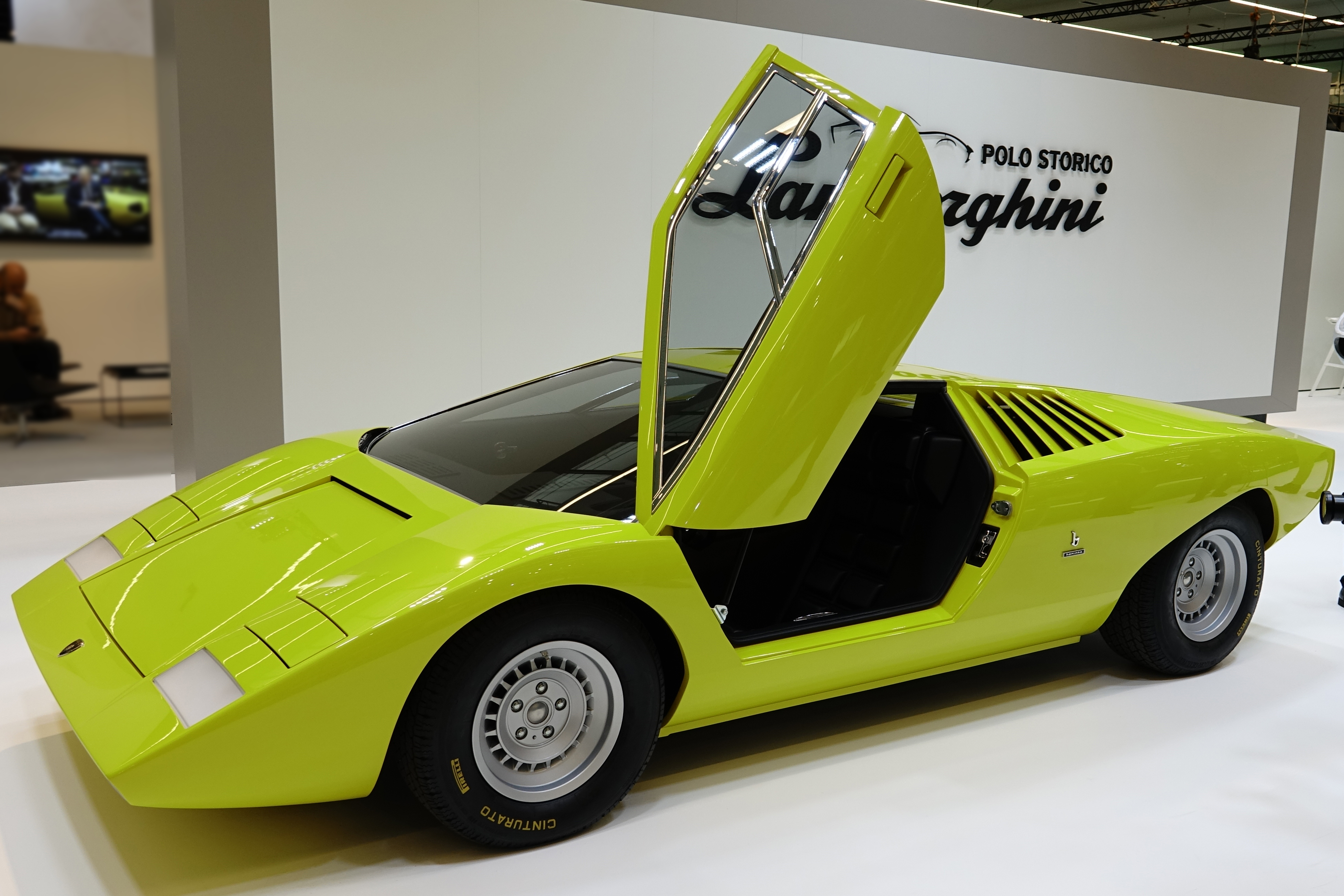
Replica della Countach LP500

Questa vettura, che rimase un esemplare unico, concluse la sua carriera facendo da cavia nel crash test di omologazione per la Countach, svolto presso l'istituto M.I.R.A. di Londra. 

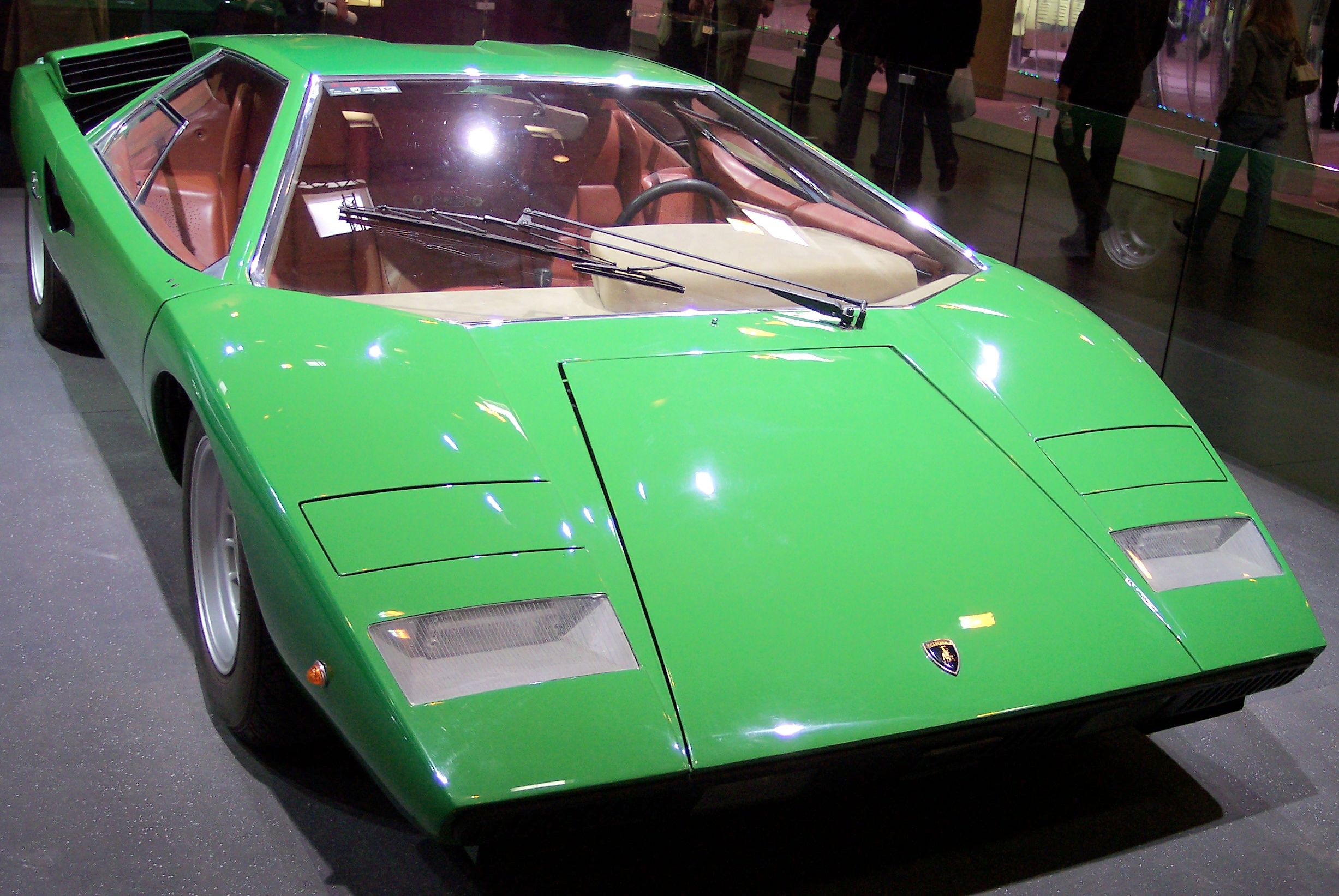
Secondo esemplare di pre-serie

Al Concorso d’Eleganza Villa d’Este 2021, anno del 50° della Countach, è stata presentata una replica. Questa fu voluta da un collezionista, rimasto ignoto, che nel 2017 si rivolse al Polo Storico chiedendone una. Il progetto fu diretto da Mitja Borkert e realizzato in collaborazione con il Centro Stile Lamborghini. Non avendo un modello da cui partire venne ricostruita da zero, analizzando tutti i documenti, foto e disegni rimasti, uniti ai ricordi di persone che lavoravano per la Lamborghini nei primi anni '70, per ricrearla quanto più fedele possibile all'originale.
Prima di entrare in produzione furono costruiti altri due prototipi, che potremmo definire esemplari di pre-serie, dotati di luci posteriori funzionanti e di un abitacolo meno avveniristico, ma decisamente più funzionale. Il primo, di un colore rosso acceso, fu presentato al salone di Ginevra del 1973. Il secondo, di colore verde, fu presentato al salone dell'automobile di Parigi dello stesso anno. Poche furono le differenze tra quest'ultimo esemplare e quelli di serie; ricordiamo solamente i finestrini laterali (a due elementi nel prototipo e a tre negli esemplari di serie). Questo prototipo è esposto presso il museo Lamborghini a Sant'Agata Bolognese.

### LP400 (1973-1977)

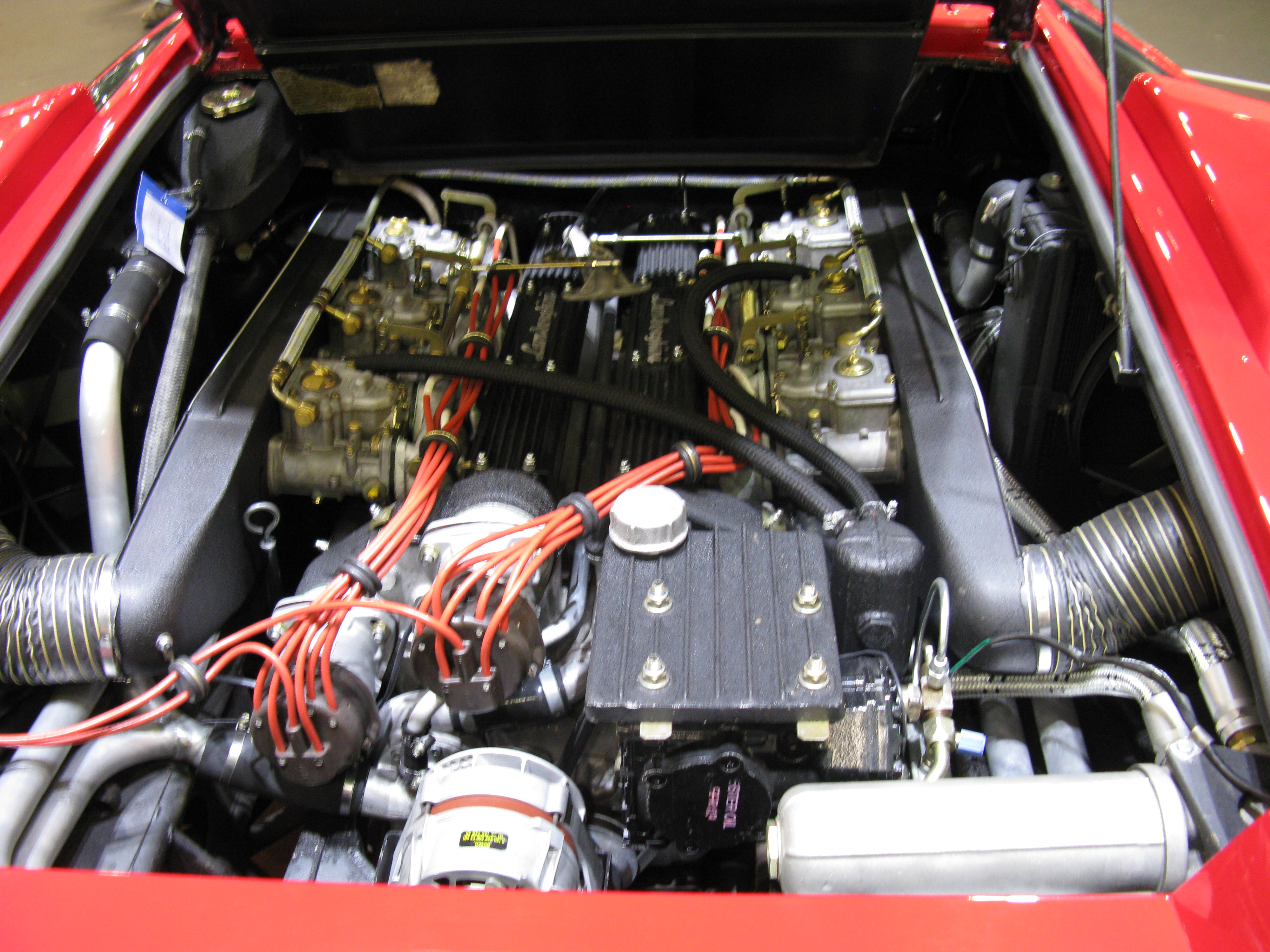
Il motore di una LP400

La prima versione di produzione era dotata del propulsore da 3.929 cm³ della Miura. Il motore forniva comunque 375-385 CV DIN (280-287kW) a 8.000 giri al minuto. La velocità massima dichiarata era di 315 km/h, grazie all'uso di pneumatici a sezione convenzionale, risultando la versione della Countach più veloce in assoluto. Su questa vettura venivano montate delle gomme da 215 mm. su cerchi da 14 pollici. La caratteristica che ha reso celebre questo modello è il caratteristico "taglio" sul tettuccio, necessario per fare spazio allo specchietto retrovisore a periscopio. Questo particolare fu poi abbandonato. Ciò nondimeno il taglio sul tettuccio rimase, e fece guadagnare alla Countach LP 400 il soprannome di "Periscopica".
Fonti dell'epoca parlano di 151 esemplari allestiti, dei quali solo 21 con guida a destra. Numeri questi, che rendono la LP 400 la più rara e ricercata della serie Countach. Inoltre tutte le Countach LP400 hanno i numeri di telaio pari; solo la numero 1120001 (esposta al museo Lamborghini) ha un numero di telaio dispari. La produzione dalla 1120002 alla 1120300 (150 esemplari) termina con la consegna il 2 gennaio 1978 dell'ultimo esemplare (nero con interni bianchi) venduto in Belgio.

### LP400S (1978-1982)

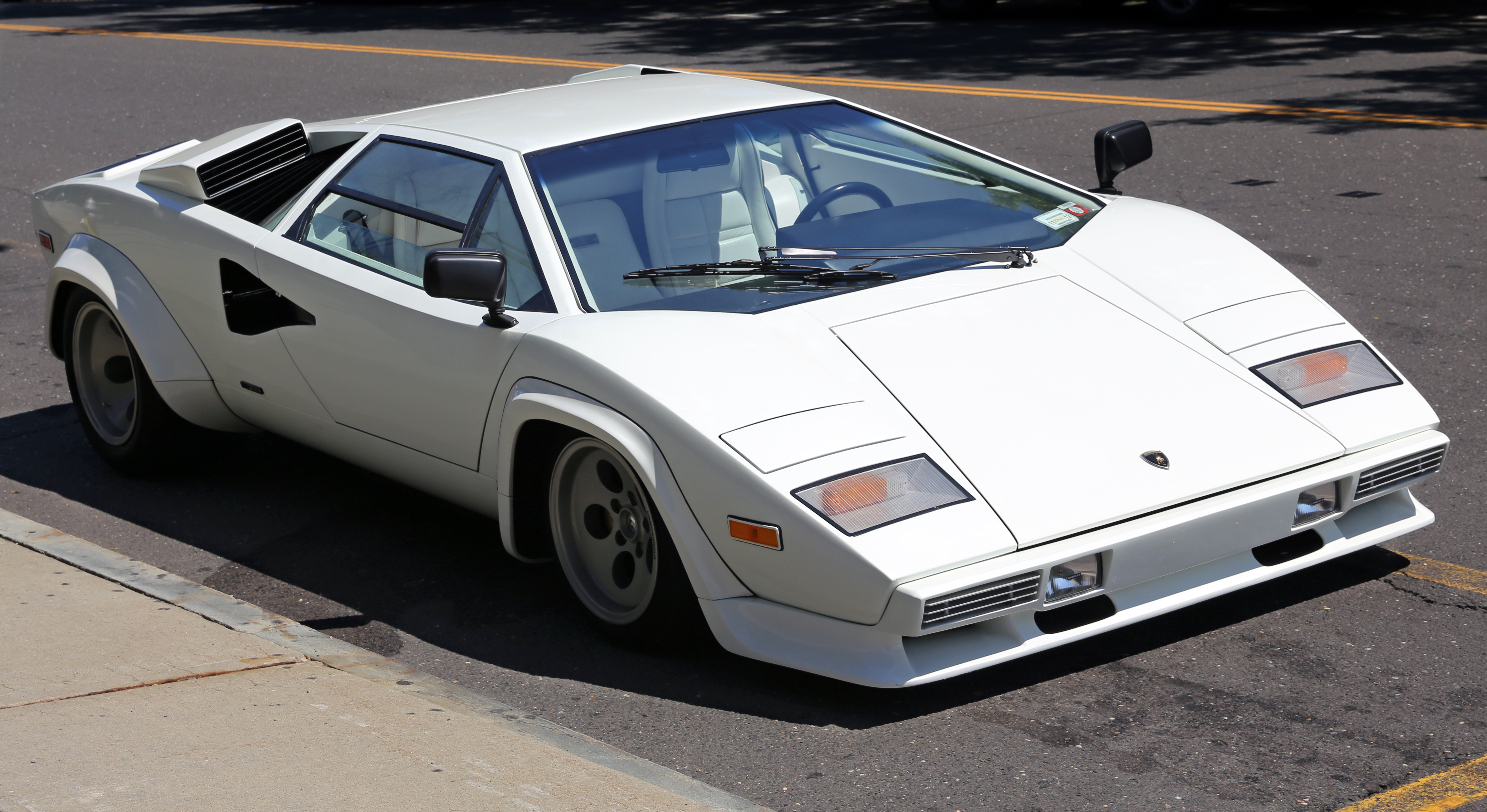
Una Countach LP400S S2 del 1981

Questa nuova versione, introdotta nel 1978, era facilmente distinguibile dalla precedente Countach LP400 per via della gommatura a profilo ribassato e per l'eliminazione della scanalatura sul tetto. Le modifiche apportate erano state testate su alcune LP400 sviluppate appositamente da Gian Paolo Dallara in collaborazione con Lamborghini, per conto di Walter Wolf, proprietario dell'omonima scuderia di Formula 1.

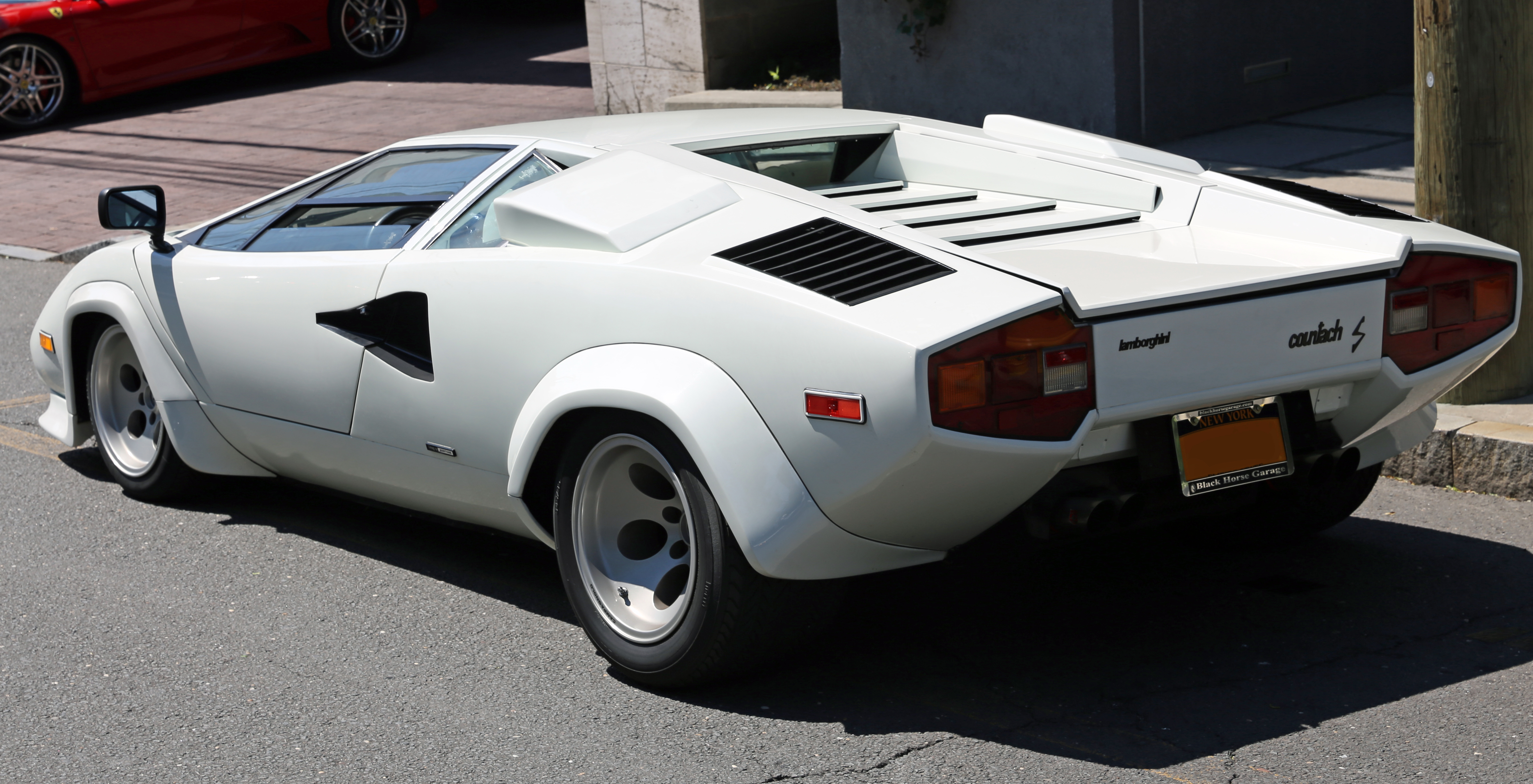
Vista posteriore

Wolf non era totalmente soddisfatto della guida della propria LP400 (telaio numero 1120202) e finanziò lo sviluppo di tre Countach speciali; grazie alle esperienze maturate su questi tre prototipi, la Lamborghini introdusse il nuovo modello Countach S. Dotato di passaruota allargati e di spoiler anteriore, questo modello montava pneumatici Pirelli P7 Corsa su cerchi da 15": 265/40 anteriormente, e 345/35 al posteriore. 
Il motore rimase inizialmente quello della LP400 (sei carburatori Weber doppio corpo 45 mm, potenza dichiarata 375 CV), per essere poi depotenziato a 353 CV DIN (263 kW) a 7.500 giri al minuto sulle ultime LP400S prodotte (con carburatori Weber doppio corpo orizzontali, con diffusore da 40 mm).
Esistono ben tre serie diverse di LP400S: S1 (serie uno), S2 (serie due) e S3 (serie tre). Le prime due serie sono più estreme, più basse e leggere, presentano però qualche problema di spazio per la testa dei passeggeri e lo spoiler anteriore rasoterra obbliga a prestare attenzione a ogni ostacolo sulla strada.
- S1: tetto basso, assetto basso, cerchi Campagnolo "Bravo" in magnesio (50 esemplari);
- S2: tetto basso, assetto basso, cerchi Campagnolo lisci in magnesio;
- S3: tetto alto, assetto alto, cerchi Campagnolo lisci in magnesio;

Per tutte e tre le serie, furono 237 gli esemplari prodotti complessivamente.

### LP5000S (1982-1985)

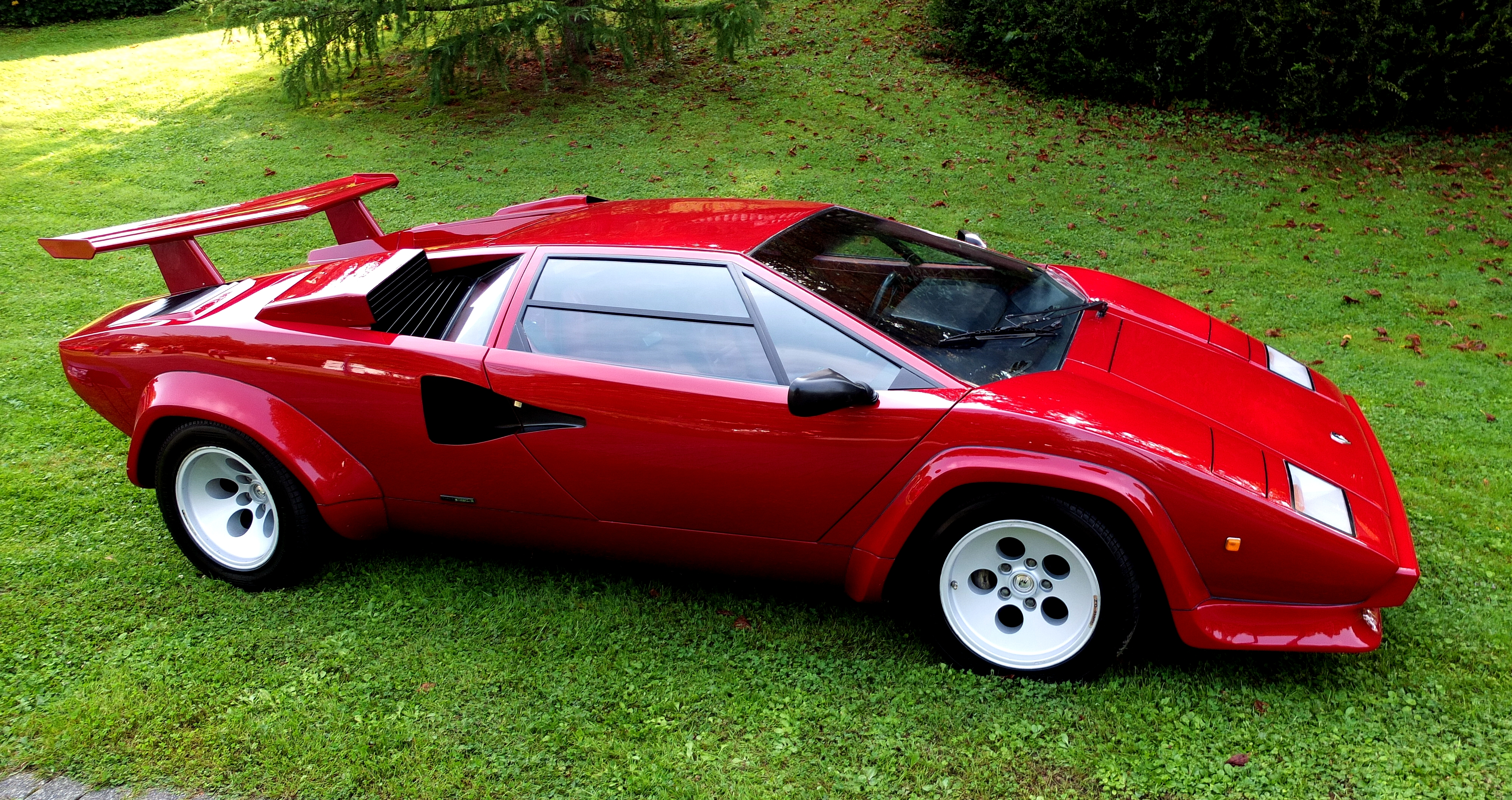
Una Countach LP5000S

La LP5000S montava un motore, sempre due valvole per cilindro, di 4.754 cm³ che sviluppava 375 CV DIN a 7.000 giri al minuto. Il motore della 5000S era dotato di maggior coppia motrice e, grazie anche ai rapporti allungati, contribuiva a rendere l'auto più trattabile. Fu la prima Countach a montare l'accensione elettronica. La velocità massima dichiarata era di 290 km/h. Il peso era di 1.480 kg, lievemente aumentato rispetto alle ultime LP400S. Dal punto di vista estetico la vettura rimase pressoché invariata. Modifiche furono apportate agli interni. Ne vennero realizzati 321 esemplari.

### 5000 Quattrovalvole (1985-1988)

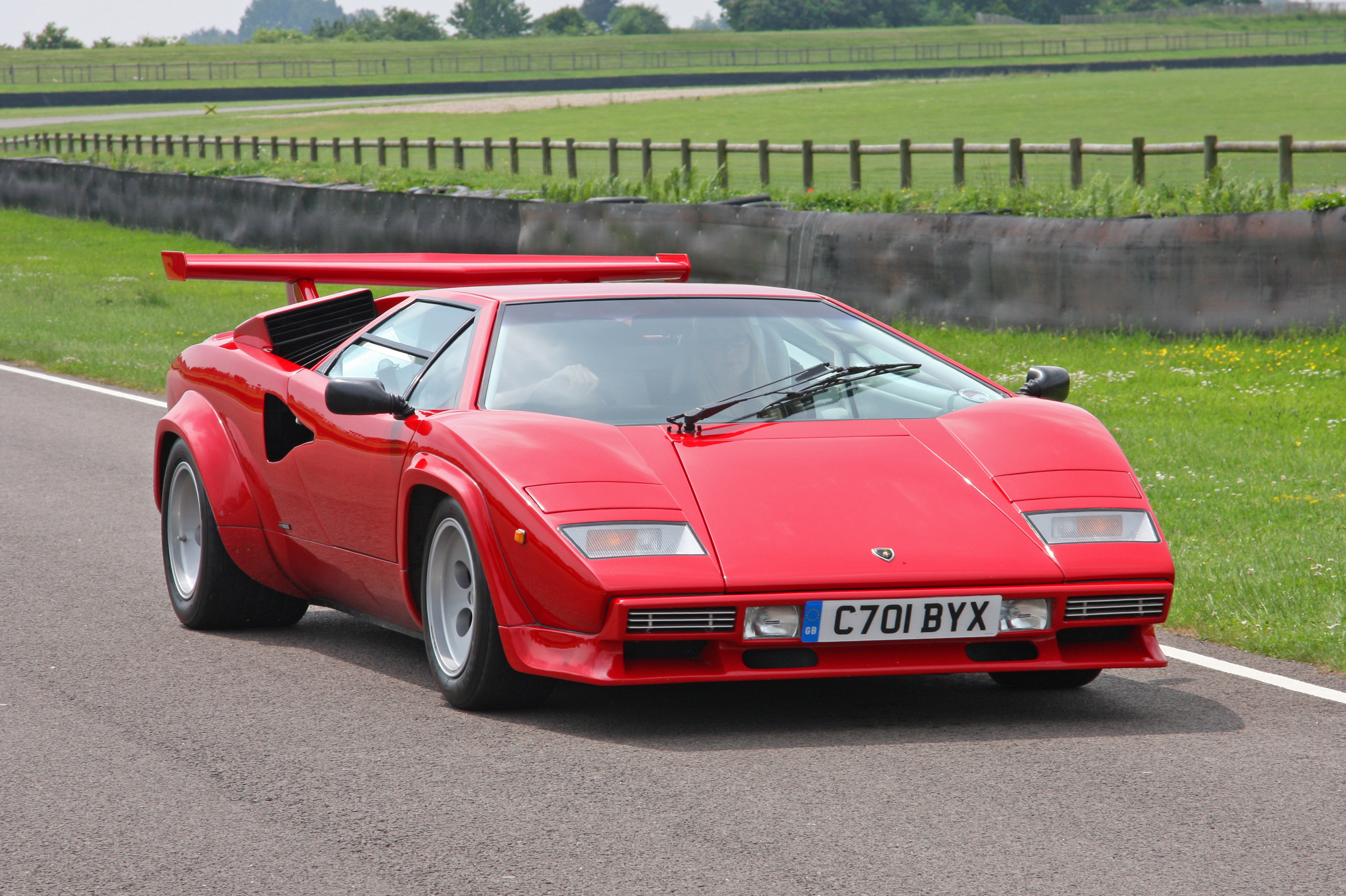
LP5000 Quattrovalvole

L'annunciato arrivo sul mercato della Ferrari Testarossa spinse la Lamborghini a migliorare ulteriormente la Countach, per non rimanere indietro a livello prestazionale. Questa nuova versione montava un V12 migliorato, con una cilindrata aumentata a 5.167 cm³ e l'importante novità delle quattro valvole per cilindro, da cui la rettifica nel nome. Era equipaggiato con sei carburatori verticali Weber 44 DCNF. L'adozione di questo gruppo di carburatori, che venne alloggiato sotto una 'gobba' del cofano motore, ridusse ancora la già scarsa visibilità posteriore. Il motore erogava 455 cv nella versione carburatori, e 420 nella versione a iniezione. Il vistoso alettone posteriore venne ridotto di dimensioni e reso più piatto. Scelto dalla maggior parte dei clienti della Countach, è rimasto sempre un optional, poiché, a detta degli stessi tecnici della Lamborghini, non aveva una reale utilità aerodinamica. Il peso a vuoto salì a 1.490 kg e la velocità massima a 295 km/h. Nel 1988 la vettura fu dotata di vistose minigonne laterali che raccordando alla base i due ampi passaruota presentavano anche una presa d'aria a lamelle orizzontali con lo scopo di agevolare il raffreddamento dei dischi freno posteriori. La versione fu prodotta in 631 esemplari.

### Evoluzione - Prototipo (1986-1987)
Realizzata nel 1986, fu in assoluto la prima vettura 'stradale' il cui telaio fosse completamente in fibra di carbonio. Fu sviluppata dall'Ing. Luigi Marmiroli come vettura-laboratorio per testare idee e tecnologie (in particolare le parti in carbonio) da applicare sulle nuove generazioni di supercar. Non fu mai prodotta in serie a causa degli alti costi, allora, della fibra di carbonio, e venne distrutta in un crash-test per poter ottenere le ultime informazioni possibili sulla robustezza del telaio.

### 25º Anniversario (1988-1990)

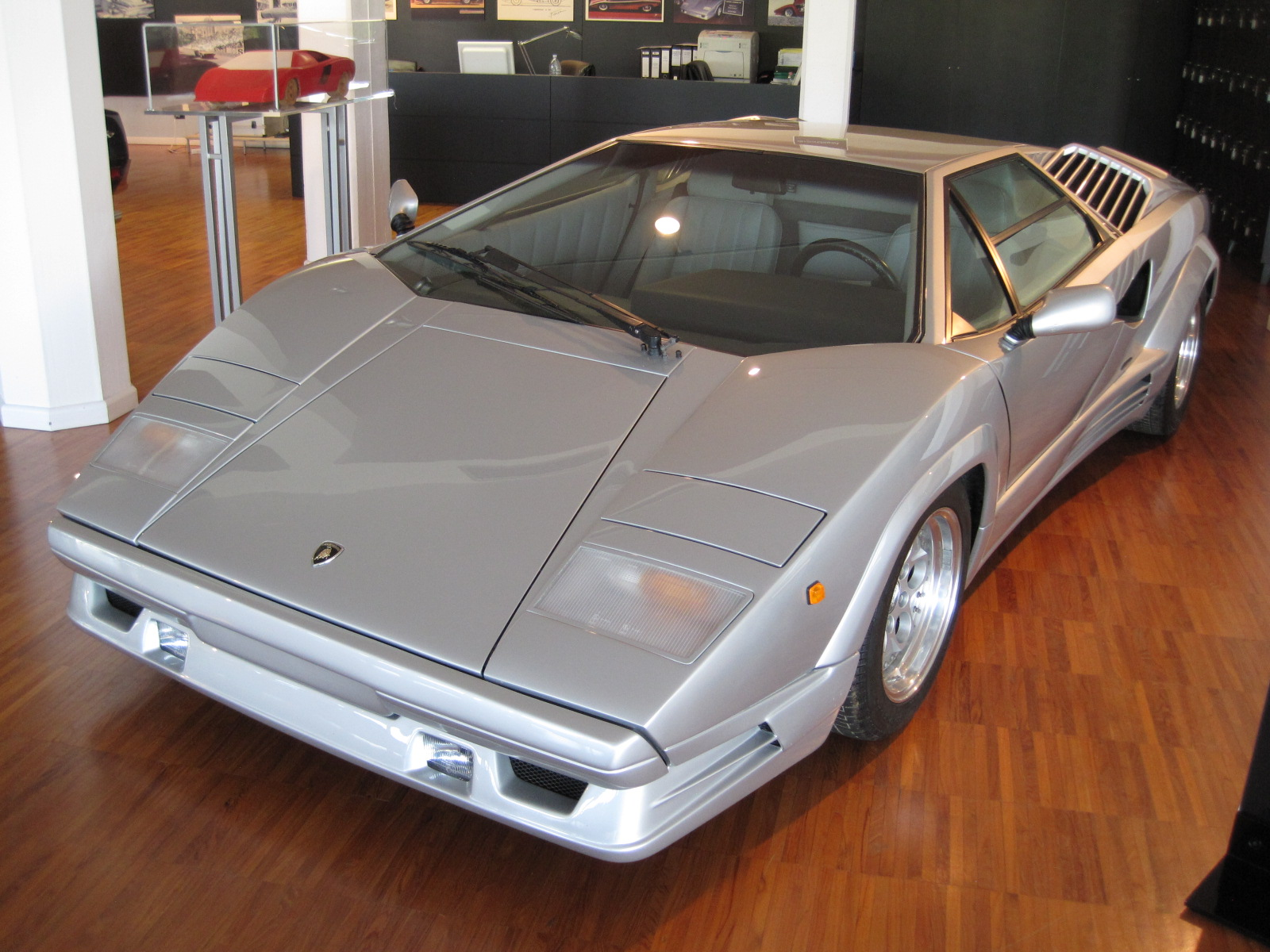
Una Countach 25º Anniversario

Versione finale della Countach, prodotta per celebrare i 25 anni della Lamborghini, vanta numerosi miglioramenti: furono infatti cambiati circa 3000 degli 8000 pezzi che componevano l'auto. Gran parte delle innovazioni estetiche si devono a Horacio Pagani. L'air box e le prese d'aria furono ridisegnati e 'arrotondati', e furono montate delle minigonne; la geometria delle sospensioni fu modificata. La migliore aerodinamica permetteva una velocità massima di 300 km/h. Questa fu l'ultima versione realizzata della Countach che rimase in produzione fino al 1990 quando venne sostituita dalla Diablo. Ne furono prodotte 658.

### LPI 800-4

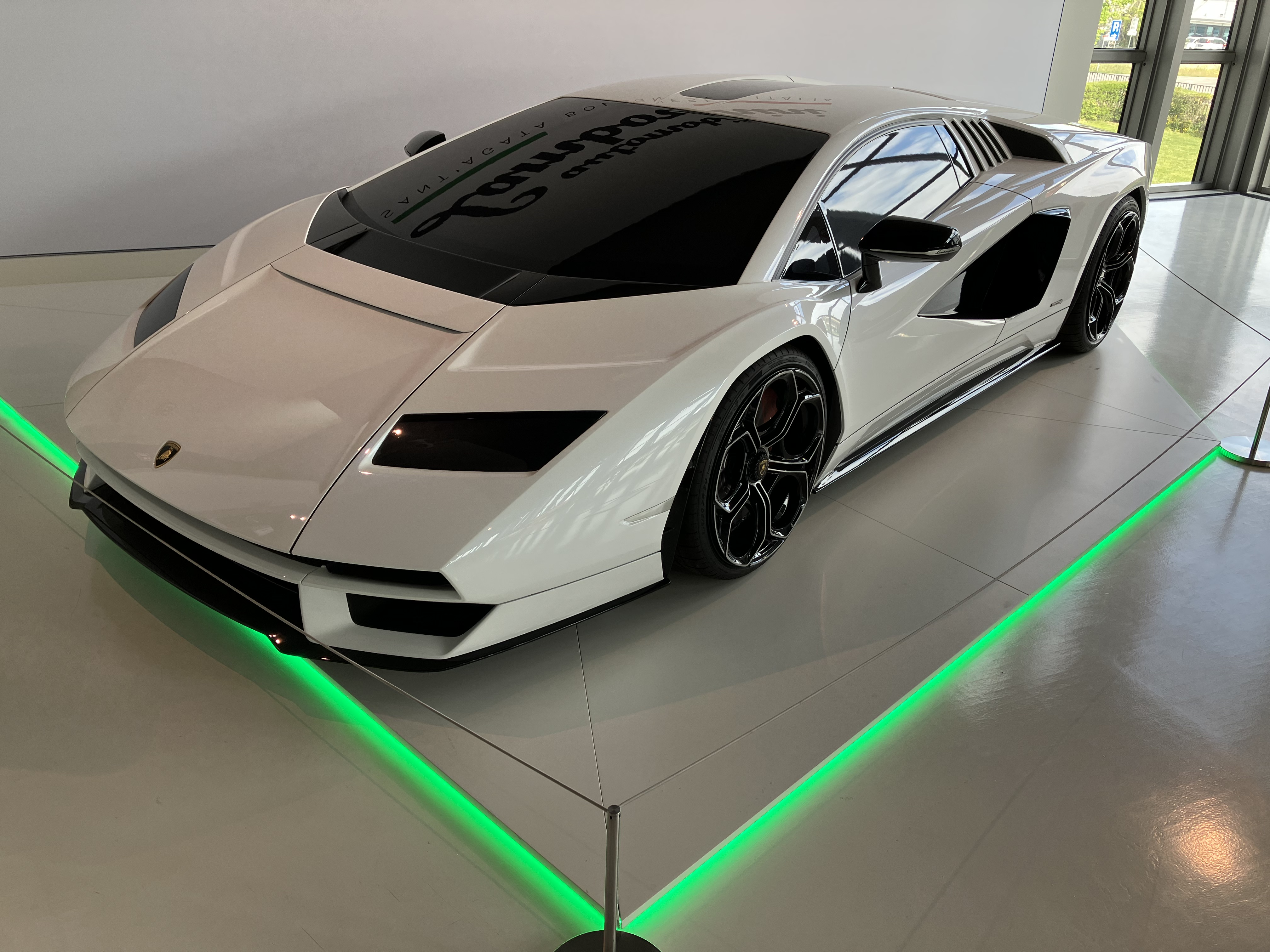
Una Countach LPI 800-4

Per il cinquantesimo anniversario del modello, la Lamborghini produce questa versione ibrida in soli 112 esemplari, come tributo alla denominazione LP112 del primo prototipo firmato Stanzani-Gandini.

## Motorizzazioni[14]
| Modello               | Disponibilità       | Motore  | Cilindrata (cm³) | Potenza         | Coppia max (Nm) | Emissioni CO2 (g/km) | 0–100 km/h (secondi) | Velocità max (km/h) | Consumo medio (km/l) |
| 4.0 400 S             | dal debutto al 1982 | Benzina | 3929             | 275 kW (375 cv) | 361             | n.d                  | n.d                  | 315                 | n.d                  |
| 4.8 500 S             | dal 1982 al 1985    | Benzina | 4754             | 275 kW (375 cv) | 426             | n.d                  | n.d                  | 290                 | n.d                  |
| 5.2 Quattrovalvole LP | dal 1985 al 1990    | Benzina | 5167             | 335 kW (455 cv) | 501             | n.d                  | 5,0                  | 295                 | 5,1                  |